# Fairey Monarch
Il Fairey P.24 Monarch era un motore aeronautico a 24 cilindri disposti ad H raffreddati a liquido, sviluppato all'inizio degli  anni quaranta dall'azienda britannica Fairey Aviation Company, rimasto allo stadio di prototipo.

## Storia
L'ufficio tecnico della Fairey Aviation Company, diretto dall'ingegnere A. Graham Forsyth, dopo aver costruito il suo primo motore originale, il P.12 Prince, studiò un motore a 16 cilindri, denominato P.16, con una cilindrata di 34,1 L). La configurazione a V-16 del P.16 fu sostituita da un H-16 con quattro bancate, ognuna di quattro cilindri. Tuttavia, Passando poi a una configurazione H-24 con quattro bancate di sei cilindri, si poté sviluppare un più potente motore che aveva la stessa area frontale dell'H-16. Il lavoro di progettazione del nuovo motore H-24 iniziò nell'ottobre del 1935, e venne inizialmente denominato P.24 "Queen", ma in seguito il nome fu cambiato in "Monarch".

## Descrizione tecnica
Il Fairey P.24 Monarch era un motore con disposizione dei cilindri ad H verticale in cui le sezioni sinistra e destra del motore a 12 cilindri potevano essere azionate indipendentemente l'una dall'altra. Il basamento in alluminio era costituito da una metà superiore e una inferiore, ed ogni bancata di sei cilindri era montata sul basamento. Una testata in alluminio era fissata alla bancata. Il P.24 aveva alesaggiodi 133,5 mm, corsa di 152,4 mm e  rapporto di compressione di 6 a 1. Ogni cilindro aveva due valvole di aspirazione e una di scarico, tutte azionate da un singolo albero a camme in testa azionato a sua volta dalla parte posteriore del motore. Le valvole di aspirazione da 46 mm di diametro erano azionate da una punteria a T, mentre la valvola di scarico da 57 mm di diametro era azionata direttamente dall'albero a camme.
Su ciascun lato del motore era montato un compressore monostadio a due velocità con due carburatori montati sul suo ingresso.  I compressori erano azionati dalla parte posteriore del motore a 8,3475 volte la velocità dell'albero motore attraverso tre rapporti di trasmissione.  Tramite un breve collettore, ciascun compressore immetteva aria in condotti ricavati integralmente dal carter, dalla bancata cilindri e dalla testata. Un singolo condotto immetteva l'aria in due cilindri. La miscela aria/carburante veniva accesa da due candele, una per lato del cilindro.   Le candele erano attivate da quattro magneti montati nella parte posteriore del motore.   I due magneti superiori accendevano le candele situate sul lato interno dei cilindri, mentre i due magneti inferiori accendevano le candele situate sul lato esterno dei cilindri. I lati sinistro e destro del P.24 avevano lo stesso ordine di accensione: 1U, 5L, 4U, 1L, 2U, 4L, 6U, 2L, 3U, 6L, 5U e 3L. Il primo e l'ultimo cilindro avevano un proprio tubo di scarico, ma i quattro cilindri centrali erano accoppiati con un tubo di scarico condiviso. Questa disposizione dava al P.24 sedici tubi di scarico.
Nella parte anteriore del propulsore, ciascun albero motore era collegato a un albero elica separato con una riduzione di 0,5435. I due alberi elica formavano un'unità coassiale controrotante. Gli alberi motore e gli accessori di ciascuna sezione del motore ruotavano in direzioni opposte. Partendo da dietro, l'albero motore sinistro ruotava in senso orario e azionava l'elica anteriore, mentre l'albero motore destro ruotava in senso antiorario e azionava l'elica posteriore. Il motore aveva una cilindrata di 51,1 L e una potenza stimata  in origine di 2 000 CV (1 491 kW) a 2 600 giri/min. Il consumo di carburante era di 0,63 lb/hp/h (383 g/kW/h) al 0 m, 0,55 lb/hp/h (335 g/kW/h) a piena potenza e 0,45 lb/hp/h (274 g/kW/h) al 60% di manetta. Il motore era lungo 2,19 m, largo 1,09 m e alto 1,33 m, pesava circa 1 057 kg, sebbene molte fonti indichino 989 kg.
L'elica controrotante completamente regolabile del P.24 fu sviluppata dalla Fairey. Ogni albero motore aveva sei lanci ed era supportato da otto cuscinetti di banco. I pistoni erano collegati all'albero motore tramite bielle a forcella e pale, con la biella a forcella che serviva i cilindri inferiori e la biella a pale che serviva i cilindri superiori. Poiché ruotavano in direzioni opposte, gli alberi motore e gli accessori del motore non erano intercambiabili.
Quando il lato sinistro o destro del motore veniva spento, l'altro lato continuava a funzionare e ad alimentare l'elica. Questo garantiva a qualsiasi aereo dotato di motore P.24 l'affidabilità di due motori, senza l'inconveniente della spinta asimmetrica in caso di motore fuori uso, e questa configurazione consentiva inoltre di spegnere metà del motore per estendere l'autonomia o il tempo di volo in volo dell'aereo. Sebbene i sistemi di raffreddamento e di lubrificazione delle sezioni motore fossero separati, durante i test utilizzavano serbatoi e radiatori comuni. Si osservò che in un aereo potevano essere installati radiatori e serbatoi completamente separati, rendendo le sezioni motore completamente indipendenti l'una dall'altra.

## Impiego operativo
Il P.24 fu utilizzato per la prima volta nel 1938, e dato che il banco prova della Fairey non era dimensionata per la piena potenza del motore, ne fu testata solo metà alla volta. Entro il 6 ottobre 1938, il motore completò con successo due ore di collaudo senza problemi. Furono presi accordi per installare il P.24 Monarch su un bombardiere leggero Fairey Battle e si valutò il suo utilizzo sul caccia Hawker Tornado. Il P.24 iniziò i suoi collaudi di tipo civile di 50 ore il 13 maggio 1939 e completò il ciclo con successo il 14 giugno 1939. Per il collaudi, le prestazioni del propulsore erano di 1.200 CV (895 kW) a 3.200 m (10.500 piedi) e 2.400 giri/min, e di 1 450 CV (1 081 kW) a 3 200 m (10 500 piedi) e 2 750 giri/min. Secondo le fonti per il collaudo di 50 ore venne utilizzato un compressore volumetrico a velocità singola con una pressione di sovralimentazione di soli 0,5 psi (0,04 bar).
Il Fairey Battle (K9370) dotato di propulsore P.24 andò in volo per la prima volta il 30 giugno 1939, ai comandi del collaudatore Christopher S. Staniland. Poco dopo, un motore di prova P.24 raggiunse la potenza di 1 540 CV (1 148 kW) a 2 600 giri al minuto con una pressione di sovralimentazione di 3 psi (0,21 bar) per il decollo. Con l'avanzare dei collaudi sul P.24, la Fairey cercò di applicare il motore ai suoi nuovi progetti di aerei. Il 19 ottobre 1939 la ditta propose di utilizzare il motore P.24 su aerei progettati secondo le specifiche N8/39 e N9/39.
Nel 1940, furono effettuati diversi brevi collaudi fino alla potenza di 1.750 CV (1.305 kW), ma senza raggiungere lunghi periodi di funzionamento a queste potenze. Si ebbero problemi con i compressori e i cuscinetti di banco. La potenza massima raggiunta fu di 2.200 CV (1.641 kW), senza che entrambe le metà del motore fossero in funzione contemporaneamente. Ogni singola metà del propulsore raggiunse una potenza di 1.100 CV (820 kW), per un totale di 2.200 CV (1.641 kW). In effetti, ogni metà del motore effettuò due giri a 1 100 CV (820 kW), ma i giri durarono solo due minuti ciascuno.
Nell'ottobre del 1940 l'Air Ministry comunicò che non sarebbero stati effettuati ordini di produzione per il motore P.24, preferendo invece altri motori già sviluppati e progettati da costruttori dotati di maggiori strutture produttive. Nell'aprile del 1941 la Fleet Air Arm (FAA) espresse un certo interesse per il P.24, dato che poteva funzionare con solo una della bancate e azionava eliche controrotanti che eliminavano la coppia di reazione, considerato ottimale per le operazioni sulle portaerei. Tuttavia l'Air Ministry comunicò di nuovo nuovamente che non vi sarebbe stata alcuna produzione del motore. La FAA decise di continuare a promuovere la produzione del motore P.24, arrivando a proporre, a metà del 1942, la rimotorizzazione del caccia imbarcato Fairey Fulmar. L'Air Ministry pose definitivamente fine alla richiesta. Il Fairey Battle con motore P.24, fu consegnato al Royal Aircraft Establishment di Farnborough il 12 luglio 1941, e a quella data, i motori P.24 sottoposti a collaudi avevano funzionato per 20 ore a 2 000-2 100 CV (1 491-1 566 kW) e per cinque ore a 2 100-2 300 CV (1 566-1 715 kW).
La Fairey aveva discusso del motore P.24 con i funzionari dell'USAAF nel giugno del 1941, e il mese successivo Forsyth andò in visita negli Stati Uniti d'America per fornire maggiori dettagli sul nuovo propulsore. La Fairey e Forsyth ritenevano che l'Air Ministry avesse commesso un errore nel finanziare esclusivamente il Napier Sabre e non avesse fornito alcun supporto per il P.24. Volevano che lo sviluppo e la produzione del P.24 continuassero negli Stati Uniti; la produzione negli USA da parte di un locale produttore di motori aeronautici sarebbe stata più semplice rispetto all'assunzione di tale incarico da parte della stessa Fairey. A quel punto, al motore P.24 fu assegnato il nome "Monarch". Nell'agosto del 1941, l'USAAF dichiarò di non essere interessata allo sviluppo o alla produzione del motore P.24, ma di essere interessata alle eliche controrotanti sviluppate per tale propulsore. La Fairey, tuttavia, dichiarò in una lettera del novembre 1941 che la Wright Field di Dayton, Ohio, aveva preparato disegni a tre viste del P.24 installato sul caccia Republic P-47 Thunderbolt e sul bombardiere in picchiata Curtiss A-25 Shrike. La Fairey affermò inoltre che la Ford Motor Company era impegnata in trattative per la produzione su licenza del motore.
Il fairey Battle con motore P.24 fu spedito negli Stati Uniti il 5 dicembre 1941, e un altro motore P.24 fu consegnato a Farnborough per ulteriori test, e un terzo motore P.24 fu preparato per la spedizione negli Stati Uniti. Con l'attacco giapponese a Pearl Harbor, il secondo motore P.24 non fu mai spedito negli USA.
Alcune fonti affermano che il motore P.24 fosse considerato in sostituzione del Pratt & Whitney R-2800 del P-47, e una richiesta della Fairey del gennaio 1943 richiedeva un nuovo set di eliche per un motore P.24 installato su un P-47.
Quando l'USAAF ricevette il Battle con motore P.24 al Wright Field di Dayton, Ohio, esso aveva circa 87 ore di volo. Tale motore P.24 aveva una potenza al decollo di 2.100 CV (1.566 kW) e una potenza militare di 2 100 CV (1 566 kW) a 1 829 m e 1 850 CV (1 380 kW) a 3 962 m; tutte le potenze erano a 3 000 giri al minuto con 9 psi (0,62 bar) di sovralimentazione e utilizzando carburante a 87 ottani. Forsyth riteneva che il motore potesse arrivare ad erogare una potenza di 2 600 CV (1 939 kW) con carburante a 100 ottani. L'USAAF ritenne innovative le eliche coassiali e il concetto di "doppio motore", ma considerò il resto del motore convenzionale e riteneva che il disegno del P.24 ne limitasse l'ulteriore sviluppo. Poiché i collettori di aspirazione erano fusi nel basamento del motore, sarebbe stata necessaria una riprogettazione completa per migliorarne il flusso. Allo stato attuale, i collettori di aspirazione immettevano la miscela aria/carburante nei cilindri in modo poco fluido attraverso cinque curve, alcune delle quali piuttosto strette, a 90 gradi. Il collettore fuso integralmente causava inoltre il surriscaldamento della miscela aria/carburante durante il flusso verso i cilindri. Un altro problema era che la scatola del riduttore era fusa integralmente nel basamento, ed in caso di danni ad essa l'intero basamento avrebbe dovuto essere demolito. Con tutti i componenti integrati, le due fusioni del basamento erano grandi e complesse. L'USAAF notò anche la non intercambiabilità degli alberi motore e di altri componenti, e osservò che la BMEP (pressione media effettiva ai freni) raggiunta dal P.24 a 3 000 giri/min con una pressione di sovralimentazione di 9 psi (0,62 bar) era pari a quella dell'Allison V-3420 con una pressione di sovralimentazione di 3,75 psi (0,26 bar) allo stesso regime. Inoltre, la quota critica relativamente bassa del P.24 consentiva al Rolls-Royce Merlin serie 60 di ottenere un vantaggio di 160 CV (119 kW) a 9 144 m.
Forsyth suggerì allora di condurre un ulteriore sviluppo del motore negli USA che includeva l'aumento dell'alesaggio del P.24 a 140 mm (5,5 pollici), che avrebbe portato a una cilindrata di 56,1 litri (3.421 pollici cubi) e una potenza di 2 237 kW (3 000 CV). Inoltre, si sarebbe potuto costruire un P.32 con quattro bancate di otto cilindri per una cilindrata totale di 68,1 litri (4.156 pollici cubi), dotato di alesaggio aumentato a 140 mm, per una cilindrata totale di 74,8 litri (4 562 pollici cubi).
Le aggiunte al P.24 di base includevano lo sviluppo di un compressore a due stadi che avrebbe consentito al motore di erogare circa 1 800 CV (1 342 kW) a 10 973 m. L'USAAF menzionò che gli stadi sarebbero stati separati, con uno stadio azionato dal riduttore dell'elica nella parte anteriore del motore. Nel maggio del 1942 Forsyth presentò una domanda di brevetto statunitense (n. 2.470.155) che affrontava alcune delle preoccupazioni dell'USAAF riguardo al riduttore dell'elica e al compressore.
Nel giugno del 1942 la Fairey e Forsyth depositarono una domanda di brevetto statunitense (n. 2.395.262) che descriveva in dettaglio una diversa configurazione del compressore, ma con un turbocompressore montato nella parte anteriore del motore. Questa configurazione fu brevemente menzionata nel brevetto statunitense 2.470.155. Nel brevetto statunitense 2.395.262, il turbocompressore era il primo stadio ed era alimentato dai gas di scarico della fila superiore di cilindri. I gas di scarico dei cilindri inferiori venivano combinati con quelli del turbocompressore. L'aria pressurizzata fluiva dal turbocompressore al compressore a ingranaggi nella parte posteriore del motore. L'aria veniva ulteriormente pressurizzata e convogliata nel motore tramite collettori, come si vede sul P.24.
L'ingegnere Forsyth aveva preso in considerazione la soluzione combinata turbocompressore-compressore fin da prima del debutto del P.24. Questo concetto fu delineato in un brevetto britannico (n. 463.984) richiesto nel 1935 e concesso nel 1937. In questo brevetto, i turbocompressori sarebbero stati montati ai lati del motore, all'esterno dei collettori di aspirazione. Il compressore a ingranaggi sarebbe stato utilizzato da solo per il funzionamento a bassa quota, mentre il turbocompressore avrebbe fornito una spinta aggiuntiva a quote più elevate. A una certa altitudine, le valvole si sarebbero aperte, consentendo ai gas di scarico del motore di entrare nel turbocompressore. Contemporaneamente, le valvole sui condotti di aspirazione del compressore a ingranaggi si sarebbero chiuse.  Il turbocompressore sarebbe diventato il primo stadio di sovralimentazione e avrebbe immesso aria nel compressore a ingranaggi, dove sarebbe stato aggiunto carburante e la miscela sarebbe stata ulteriormente pressurizzata prima di essere immessa nei cilindri.
Forsyth suggerì anche di sviluppare una sezione di motore a reazione da aggiungere al P.24. Il brevetto britannico 591.048 descriveva il P.24 impiegato in una configurazione semi-motore a reazione. Dietro il motore a pistoni c'era un compressore, e dietro il compressore un grande compressore azionato dal motore. Il carburante veniva iniettato e acceso nel compressore per generare spinta. Erano disponibili tre diverse opzioni di alimentazione: il motore poteva azionare solo le eliche; il motore poteva azionare sia le eliche che il compressore; oppure le eliche potevano essere disinnestate e il motore avrebbe azionato solo il compressore, che generava la spinta necessaria per mantenere il volo. Una serie di frizioni collegava o scollegava le eliche, il motore a pistoni e il compressore.
Il brevetto britannico 591.189 descriveva un concetto di motore molto simile al semi-motore a getto sopra menzionato; tuttavia, venivano utilizzati due compressori. Ogni sezione del motore aveva la propria sezione compressore e i compressori del motore a pistoni erano anch'essi posizionati lateralmente. Oltre alle opzioni di potenza elencate nel brevetto precedentemente menzionato, una sezione del motore poteva azionare un'elica, mentre l'altra sezione del motore poteva azionare un compressore. Entrambi i brevetti che incorporavano i compressori nel motore P.24 furono richiesti nel 1944 e concessi nel 1947.
Forsyth pensò addirittura di utilizzare componenti del P.24 per creare un motore per l'utilizzo marino. Il brevetto statunitense 2.389.663 descrive l'utilizzo di bancate di cilindri P.24 in una configurazione U-12. Due sezioni del motore U-12 sarebbero state combinate per creare un motore U-24. La trasmissione per le eliche marine controrotanti sarebbe avvenuta tra le due sezioni del motore U-12. Il brevetto specifica che le sezioni del motore a sei cilindri potevano funzionare indipendentemente e che i compressori potevano essere inseriti o disinseriti. Il funzionamento a bassa velocità consisteva nel far funzionare una sezione del motore a sei cilindri senza sovralimentazione. Il funzionamento ad alta velocità avrebbe impiegato tutti i 24 cilindri e quattro i compressori.
Tutte queste idee propulsive non ebbero seguito. Come accennato in precedenza, gli inglesi appoggiarono il Napier Sabre e non il P.24 Monarch. L'USAAF riteneva che il P.24 (così com'era realizzato) avrebbe erogato solo 2 460 CV (1 834 kW) a 3 000 giri al minuto con carburante a 100 ottani e che nessuna parte del motore fosse tale da giustificarne la produzione negli Stati Uniti. Questa opinione non impedì all'USAAF di aggiungere 250 ore di volo al P.24 prima che il Battle fosse restituito alla Gran Bretagna nel 1943. L'aereo accumulò un totale di circa 340 ore di volo con il motore P.24. Un motore P.24 Monarch e le sue eliche controrotanti sono attualmente esposti al Royal Navy Fleet Air Arm Museum di Yeovilton.

## Velivoli utilizzatori
Regno Unito
- Fairey Battle

### Annotazioni
1. ↑  Il brevetto descrive il motore P.24 base ma con un riduttore dell'elica rimovibile. Il motore poteva essere utilizzato su una varietà di velivoli e diversi riduttori sarebbero stati installati per fornire il regime di giri dell'elica desiderato in base al ruolo del velivolo. Un'estensione poteva essere installata tra il motore e il riduttore dell'elica, dotata di un supporto per azionare un compressore aggiuntivo su ciascun lato del motore. Inoltre, diversi compressori con ingranaggi separati potevano essere installati sul motore per fornire diversi livelli di spinta in base alle esigenze del velivolo.< In alcune configurazioni, i compressori potevano essere attivati man mano che l'aereo guadagnava quota. Inoltre, il brevetto statunitense 2.470.155 descriveva come i motori P.24 potessero essere accoppiati per creare un motore H-48. Un motore a 48 cilindri avrebbe avuto una cilindrata di 6 234 pollici cubi (102 litri) e avrebbe prodotto oltre 4 400 CV (3 281 kW).

### Fonti
1. ↑  Taylor 1974, p. 37.
2. 1 2 3  Gunston 2006, p. 71.
3. 1 2 3 4 5 6 7 8 9 10 11 12 13 14 15 16 17 18 19 20 21 22 23 24 25 26 27 28 29 30 31 32 33 34 35 36 37 38 39 40 41 42 43 44 45 46 47 48 49 50 51 52 53 54 55 56 57 58 59 60 61 62 63 64 65 66 67 68 69 70 71 72 73 74 75 76 77 78 79 80 81 82 83 84 85 86 87 88 89 90 91 92 93  Old Machine Press.
4. 1 2 3 4 5 6 7 8  Air Pages.
5. 1 2 3 4 5  Taylor 1974, p. 272.
6. 1 2 3 4 5  Taylor 1974, p. 273.